# Bolitoglossa tapajonica
Bolitoglossa tapajonica é uma espécie de anfíbio da família Plethodontidae. Endêmica do Brasil, pode ser encontrada no oeste do estado do Pará, em localidades ao sul do rio Amazonas no município de Juruti, e, em ambas as margens do rio Tapajós no município de Itaituba.